# Kunstjahr 1507
Liste der Kunstjahre

◄ | 1503 | 1504 | 1505 | 1506 | Kunstjahr 1507 | 1508 | 1509 | 1510 | 1511 | ► | ►►

Weitere Ereignisse
Dieser Artikel behandelt das Kunstjahr 1507.

## Ereignisse

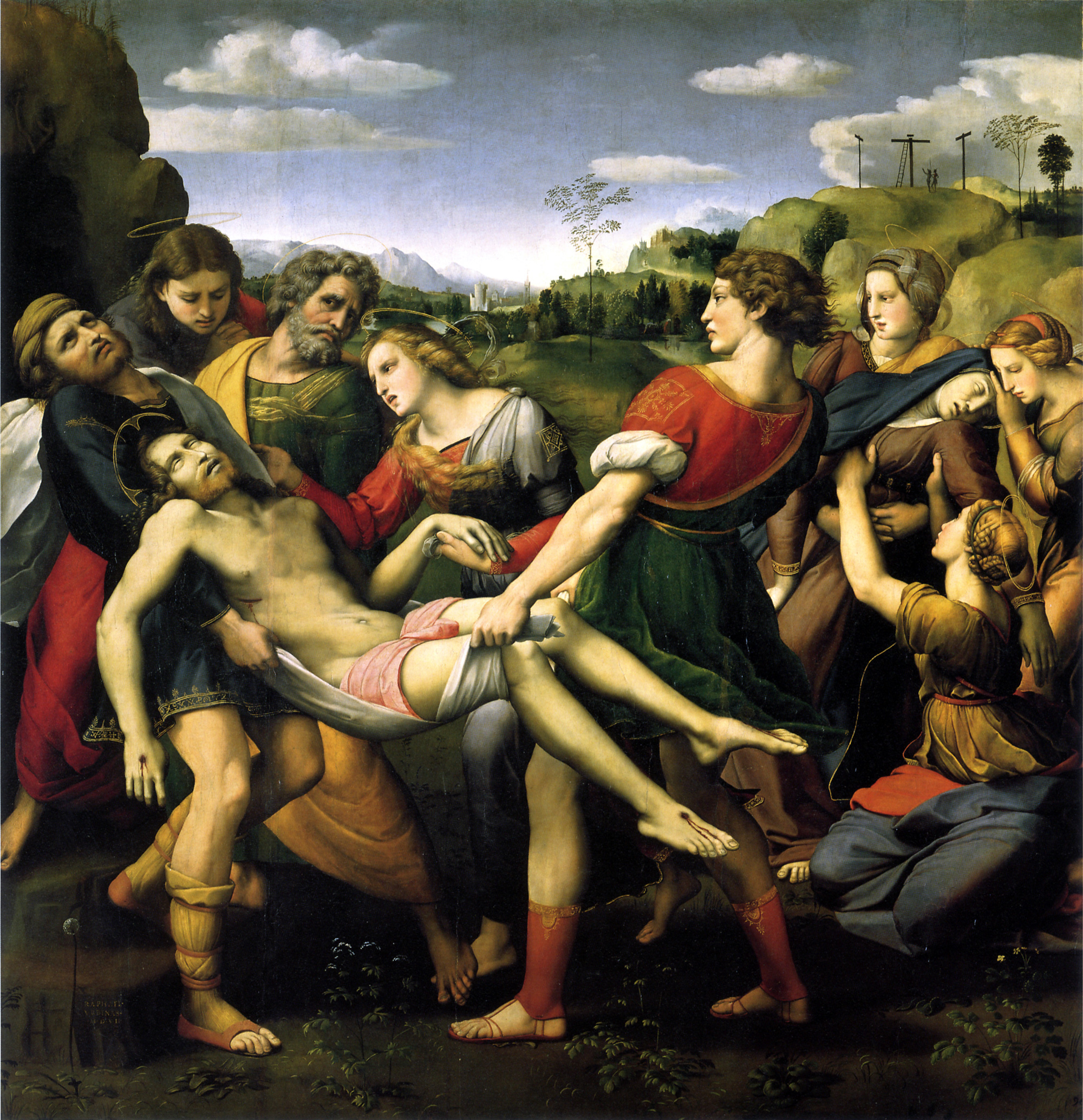
Raffael, Grablegung Christi

- Raffael malt in Öl auf Holz das Altargemälde Grablegung Christi. Das Bild bildet zusammen mit weiteren Werken Raffaels den zentralen Teil eines Altars in der Kirche San Francesco al Prato in Perugia.
- Albrecht Dürer malt in Öl auf Kiefernholz das zweiteilige Bild Adam und Eva.
- Petermann Etterlin, Sohn des Luzerner Stadtschreibers, gibt eine gedruckte Schweizer Chronik heraus. Diese wird später wegen ihrer „franzosenfreundlichen Haltung“ kritisiert.

- 1507/1508: Raffael malt in Öl auf Pappelholz die Madonna Colonna.

## Geboren

### Geburtsdatum gesichert
- 01. Oktober: Giacomo Barozzi da Vignola, italienischer Architekt († 1573)

### Genaues Geburtsdatum unbekannt
- Jacopo Strada, italienischer Gelehrter, Maler, Architekt, Goldschmied, Numismatiker, Schriftsteller und Kunstsammler († 1588)

## Gestorben

### Todesdatum gesichert

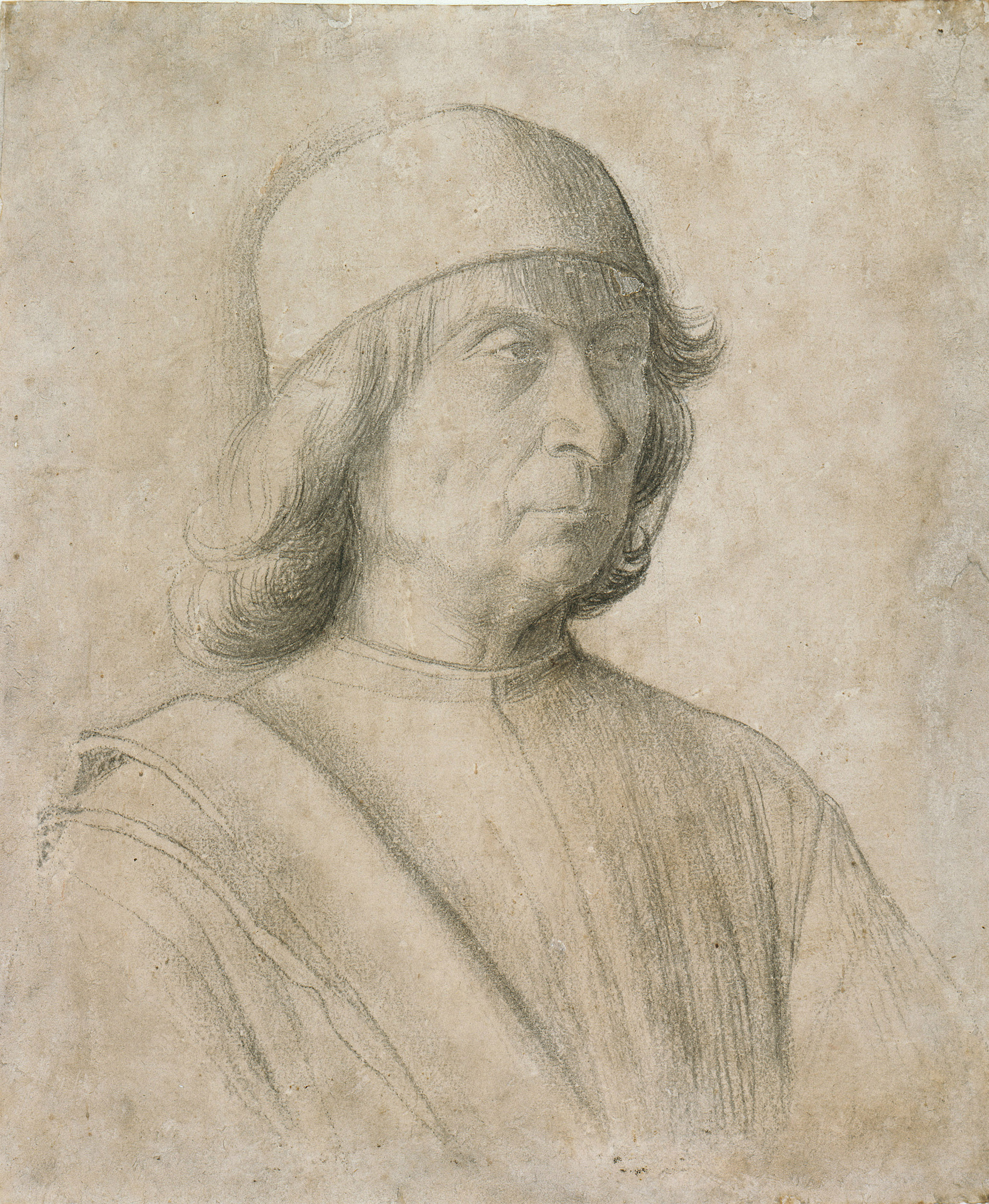
Gentile Bellini, Selbstporträt

- 07. Januar: Cosimo Rosselli, Florentiner Maler (* 1439)
- vor dem 30. Januar: Erhart Küng, Werkmeister am Berner Münster (* um 1420)
- 23. Februar: Gentile Bellini, venezianischer Maler (* 1429)
- 14. April: Endres Tucher, Baumeister der Stadt Nürnberg (* 1423)
- 12. Mai: Rueland Frueauf der Ältere, Salzburger Maler (* um 1430/50)

### Genaues Todesdatum unbekannt
- Hans Jakob von Ettlingen, hessischer Hofbaumeister (* um 1440)
- Hans Leu der Ältere, Zürcher Maler (* um 1460)